# West Branch (Iowa)
West Branch – miasto w Stanach Zjednoczonych, w stanie Iowa, w hrabstwie Cedar. W 2000 roku liczyło 2188 mieszkańców.
W West Branch urodził się prezydent Stanów Zjednoczonych Herbert Hoover.